# ابراز عشق
ابراز عشق (ژاپنی: 愛のむきだし هپبورن: Ai no mukidashi) یک فیلم ژاپنی به کارگردانی سیون سونو می‌باشد که در سال ۲۰۰۸ منتشر شد. ابراز عشق تحت عنوان یک فیلم کمدی-درام طبقه‌بندی می‌شود که عناصری را از سینمای پست‌مدرن، سینمای هایپرلینک، فیلم‌های رزمی بهره برده‌است. به علت مضامینی از جمله عشق، خانواده، شهوت، دین و عکس‌برداری مجرمانه از دامن‌های کوتاه و همچنین به خاطر مدت مدت زمان طولانی آن (نزدیک به چهار ساعت)، این فیلم توجه زیادی را در میان جشن‌واره‌های فیلم هنگام انتشارش معطوف خود ساخت.
پس از انتشار ابراز عشق، جوایز بسیاری نصیب آن شد و مورد تحسین جهانی منتقدان قرار گرفت. این فیلم در جشنواره بین‌المللی فیلم برلین برنده جایزه فیلم کالیگاری و جایزه FIPRESCI شد.

## داستان
یو هوندا یک نوجوان کاتولیک است که تلاش می‌کند زندگی خود را متدین بگذراند. پدر او، تتسو، پس از مرگ مادر یو، یک کشیش کاتولیک متعهد شده‌است و کلیسای کوچک خود را اداره می‌کند. تتسو از یو می‌خواهد که به گناهانش اعتراف کند، اما یو معتقد است که او فرد خوبی است که چیز زیادی برای اعتراف ندارد. او برای دلجویی از پدرش، او به دروغ دست به اعتراف گناهان ساختگی می‌زند. وقتی پدرش متوجه این حقه می‌شود، یو تصمیم به ارتکاب گناهان واقعی می‌گیرد. یو با پسران دیگر دوست می‌شود که به او آموزش می‌دهند که دزدی کند، دعوا کند و از دامن زنان عکس‌های مخفیانه بگیرد. یو به سرعت تبدیل به یک عکاس ماهر می‌شود. اگرچه او به عنوان یک منحرف شناخته می‌شود، اما هرگز با این عکس‌ها تحریک نمی‌شود.

## بازیگران
- تاکاهیرو نیشیجیما در نقش یو هوندا
- هیکاری میتسوشیما در نقش یوکو اوزاوا
- ساکورا آندو در نقش آیا کویکه
- ماکیکو واتانابه در نقش کائوری فوجیوارا
- آتسورو واتابه در نقش تتسو هوندا

## استقبال
در سایت مرور راتن تومیتوز، ابراز عشق بر اساس ۲۲ نقد، با میانگین امتیاز ۷٫۷۴۰ از ۱۰، امتیاز مقبولیت ۹۱ درصدی را کسب کرد. در متاکریتیک، این فیلم بر اساس ۱۱ نقد، میانگین وزنی ۷۸ از ۱۰۰ را دارد که نشان‌دهنده «نقدهای عموماً مطلوب» است.

## جوایز
این فیلم جوایز و نامزدی‌های زیر را دریافت کرد:
| لیست افتخارات                           | جایزه / جشنواره فیلم                       | دسته‌بندی                           | گیرنده (های) | نتیجه |
| --------------------------------------- | ------------------------------------------ | ---------------------------------- | ------------ | ----- |
| جشنواره بین‌المللی فیلم برلین            | جایزه فیلم کالیگاری                        | سیون سونو                          | برنده        |       |
| جشنواره بین‌المللی فیلم برلین            | جایزه FIPRESCI                             | سیون سونو                          | برنده        |       |
| جشنواره فیلم فانتزی                     | بهترین فیلم آسیایی                         | سیون سونو                          | برنده        |       |
| جشنواره فیلم فانتزی                     | جایزه هیئت داوران: بهترین اجرای زن         | هیکاری میتسوشیما                   | برنده        |       |
| جشنواره فیلم فانتزی                     | مبتکرانه‌ترین فیلم                          | سیون سونو                          | برنده        |       |
| جشنواره فیلم فانتزی                     | جایزه ویژه هیئت داوران                     | سیون سونو                          | برنده        |       |
| جشنواره فیلم آسیایی نیویورک             | جایزه بزرگ هیئت داوران                     | سیون سونو                          | برنده        |       |
| جشنواره فیلم آسیایی بارسلونا            | جایزه مخاطب                                | سیون سونو                          | برنده        |       |
| جشنواره بین‌المللی فیلم خارق‌العاده بوچون | جایزه Netpac (اشاره به ویژه)               | هیکاری میتسوشیما ساکورا آندو       | برنده        |       |
| توکیو فیلمکس                            | جایزه مخاطب                                | سیون سونو                          | برنده        |       |
| جوایز فیلم هوچی                         | بهترین استعدادهای جدید                     | هیکاری میتسوشیما                   | برنده        |       |
| جوایز Kinema Junpo                      | بهترین بازیگر مرد جدید                     | تاکاهیرو نیشیجیما                  | برنده        |       |
| جوایز Kinema Junpo                      | بهترین بازیگر نقش مکمل زن                  | هیکاری میتسوشیما                   | برنده        |       |
| کنکور فیلم ماینیچی                      | بهترین کارگردان                            | سیون سونو                          | برنده        |       |
| کنکور فیلم ماینیچی                      | جایزه بزرگ اسپونیچی: جایزه استعدادهای جدید | تاکاهیرو نیشیجیما هیکاری میتسوشیما | برنده        |       |
| جشنواره فیلم یوکوهاما                   | بهترین استعدادهای جدید                     | هیکاری میتسوشیما                   | برنده        |       |
| جشنواره فیلم یوکوهاما                   | بهترین بازیگر نقش مکمل زن                  | ساکورا آندو                        | برنده        |       |
| جوایز صفحه نمایش آسیا پاسیفیک           | دستاورد در کارگردانی                       | سیون سونو                          | نامزدشده     |       |
| جوایز فیلم آسیایی                       | بهترین کارگردان                            | سیون سونو                          | نامزدشده     |       |